# Linea B (metropolitana di Roma)
La linea B è una linea della metropolitana di Roma che collega la città da sud a nord-est, con una diramazione dalla stazione Bologna verso nord (B1). I suoi capolinea sono Laurentina a sud (nel quartiere Giuliano-Dalmata), Rebibbia a nord-est (nel quartiere Ponte Mammolo, vicino all'omonimo penitenziario) e Jonio a nord (nel quartiere Monte Sacro).
La linea conta 26 stazioni e ha interscambi con la linea A (stazione Termini) e con la ferrovia urbana Roma-Lido (stazioni Piramide, Basilica San Paolo ed EUR Magliana). È previsto, in futuro, che venga realizzato anche un collegamento tra la stazione Colosseo della linea B e la stazione Fori Imperiali della linea C. Contraddistinta dal colore blu, utilizzato per la decorazione di treni e stazioni e per le mappe, è la più lunga tra le tre linee della metropolitana romana ed è stata, storicamente, la prima linea di metropolitana ad essere realizzata a Roma e in Italia, sebbene originariamente non classificata come tale.
Lungo la linea B nel 2015 erano previste 308 corse al giorno per senso di marcia (di cui 121 per la diramazione B1) ad eccezione del sabato e dei festivi. La frequenza prevista nelle ore di punta è di un treno ogni 3 minuti nella tratta comune e ogni 5 e 9 minuti nelle diramazioni nelle ore di punta; nelle altre ore è di un treno ogni 4 minuti e 30 secondi circa (9 minuti sulle diramazioni), con tempi di attesa che arrivano a 9 minuti nei momenti di minore affluenza; si stima che trasporti quotidianamente circa 345 000 passeggeri.

## Storia

### Il progetto e l'inaugurazione

Marzo 1940: la fermata Esposizione Ovest in avanzato stato di costruzione

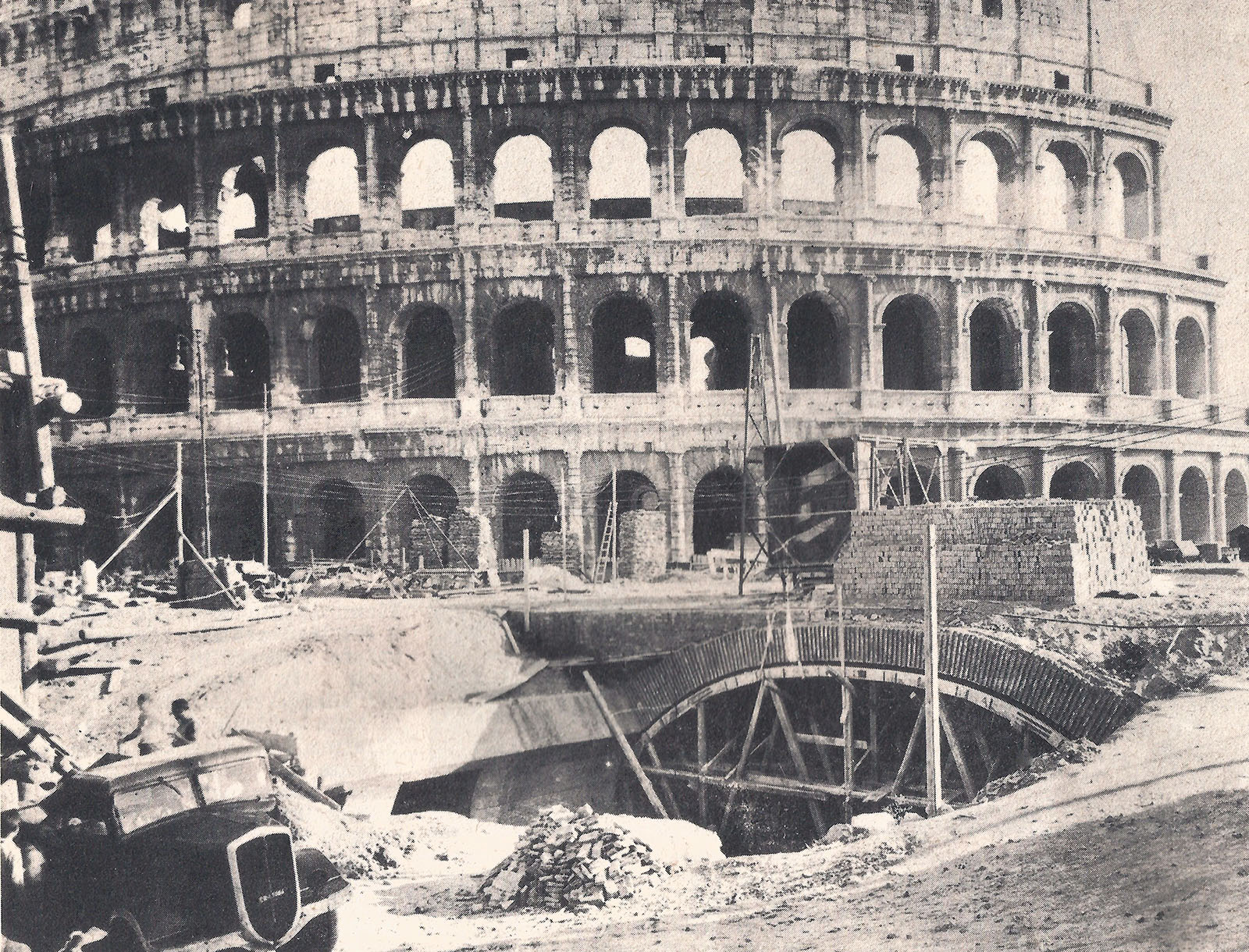
Lo scavo della galleria davanti al Colosseo 1939

La linea B della metropolitana di Roma è stata in assoluto la prima linea di metropolitana progettata, costruita ed aperta in Italia. Il progetto ed i primi lavori di costruzione della linea ebbero luogo negli anni trenta, mentre era al potere il regime fascista, allo scopo di offrire un collegamento rapido tra la stazione Termini (situata al centro della città) e il nuovo quartiere denominato E42, dove avrebbe dovuto aver luogo l'Esposizione universale del 1942: per tale motivo la linea avrebbe dovuto chiamarsi Ferrovia dell'E42.
Le caratteristiche tecniche, compresa l'altezza dei marciapiedi e delle banchine, erano le stesse della già esistente ferrovia Roma-Lido, di cui la nuova linea metropolitana avrebbe ricalcato parte del tracciato e con la quale avrebbe condiviso impianti di trazione elettrica e di deposito.
La manifestazione non ebbe mai luogo a causa dell'entrata dell'Italia nella seconda guerra mondiale, nel 1940. Al momento dell'interruzione dei lavori erano già state realizzate alcune gallerie (nel tratto che va da Termini a Piramide), che durante la guerra furono utilizzate come rifugi antiaerei dalla popolazione della città.
I lavori ripresero nel 1948, tre anni dopo il termine del conflitto ed il ripristino in Italia del governo democratico, contemporaneamente all'avanzamento dei lavori nell'ex-area dell'esposizione, che mutò fisionomia, destinazione d'uso (divenendo un riuscito quartiere direzionale) e nome (EUR, poi Europa).
La linea venne inaugurata alla stazione Termini il 9 febbraio 1955 dal Presidente della Repubblica Luigi Einaudi e dal cardinale vicario di Roma Clemente Micara. Il giorno successivo venne avviato l'esercizio al pubblico.
Il primo tratto comprendeva le seguenti 12 stazioni:
- Termini
- Via Cavour (oggi Cavour)
- Colosseo
- Circo Massimo
- Piramide Cestia (oggi Piramide)
- Garbatella, dove c'era inizialmente un binario di collegamento con la Roma-Lido
- San Paolo Basilica (oggi Basilica San Paolo)
- Magliana (oggi EUR Magliana), dove i treni diretti per il Lido lasciavano la linea per immettersi sulla ferrovia per Ostia
- Esposizione Ovest (poi EUR Marconi e oggi EUR Palasport), che in origine avrebbe dovuto chiamarsi Esposizione discesa ed effettuare solo servizio per i treni in arrivo, a uso primario per i visitatori diretti all'E42
- Esposizione Est (oggi EUR Fermi), che in origine avrebbe dovuto chiamarsi Esposizione salita ed effettuare solo servizio per i treni in partenza, a uso primario per i visitatori provenienti dall'E42
- Laurentina, originariamente Scalo merci e poi utilizzato come semplice deposito della linea, divenne capolinea ufficiale agli inizi degli anni '70.

In seguito all'apertura della seconda linea di metropolitana romana, la linea A, inaugurata il 16 febbraio 1980 dall'allora sindaco Luigi Petroselli, la Ferrovia dell'E42 prese il nome di linea B.

### Il prolungamento Termini-Rebibbia

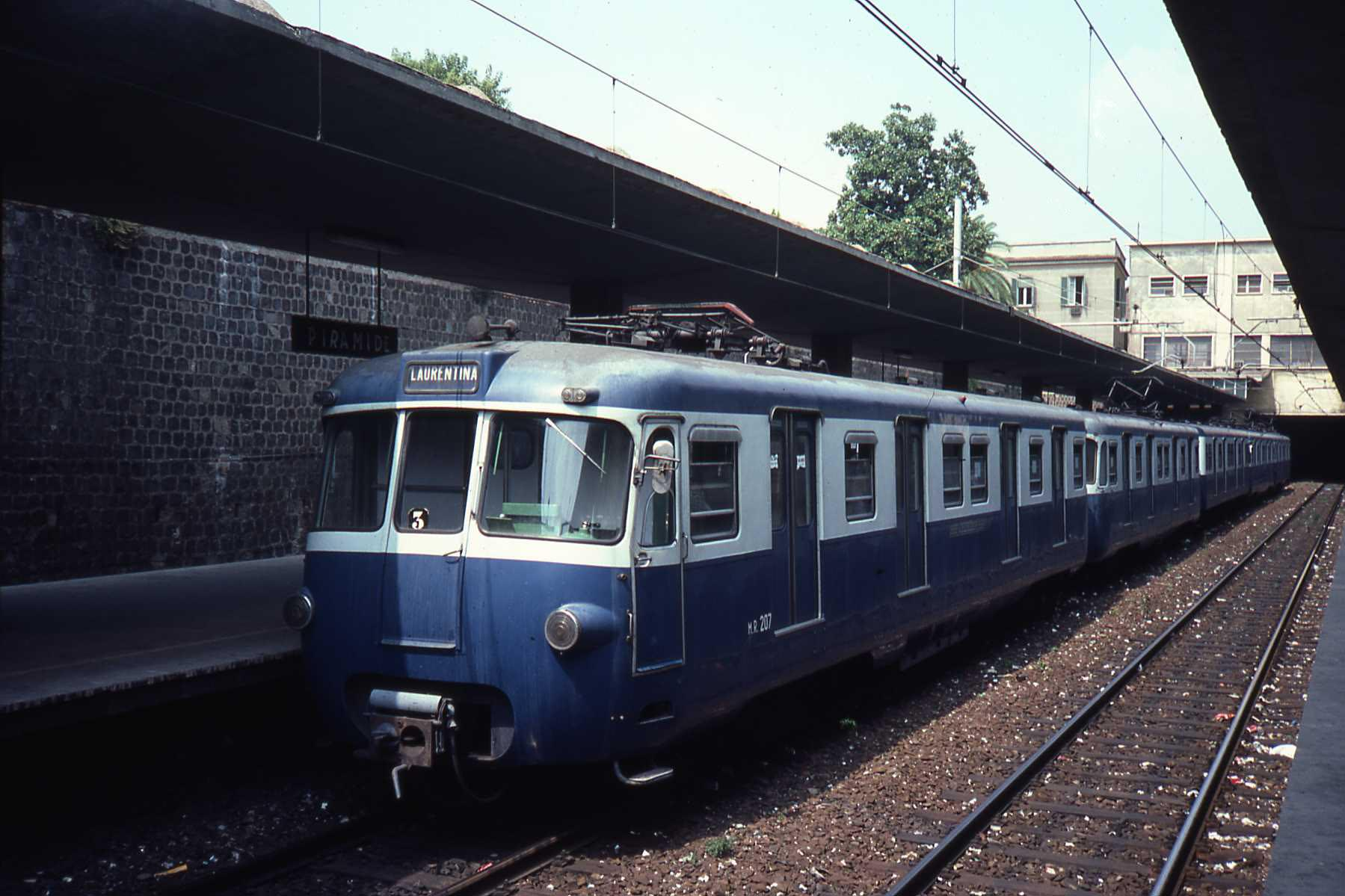
Elettromotrici MR 200

Nel 1990 entrò in servizio il prolungamento della linea B da Termini a Rebibbia e, contemporaneamente, si intervenne in profondità anche sull'infrastruttura del tratto preesistente. Fu, inoltre, raddoppiato il binario dalla stazione EUR Fermi a Laurentina.
Fino al 26 aprile 1994 i treni percorrevano i binari della parallela ferrovia Roma-Lido; da tale data, terminati i lavori, tornarono a percorrere la sede originaria. Contemporaneamente, venne aperta una nuova stazione, denominata Marconi (con conseguente ridenominazione della fermata EUR Marconi in EUR Palasport), e venne ricostruita totalmente la stazione Garbatella, spostata di circa 60 metri rispetto al manufatto precedente.
Successivamente furono aggiunte lungo il nuovo tratto le nuove stazioni di Ponte Mammolo (aperta nel 1995), oggi importante nodo di scambio con le autolinee extraurbane (Cotral), e Quintiliani (ultimata nel 1990 ma aperta solo nel 2003), situata in un'area della città in cui si sarebbe dovuto realizzare un polo direzionale del Sistema Direzionale Orientale, progetto che tuttavia non vide mai la luce.

### La diramazione B1

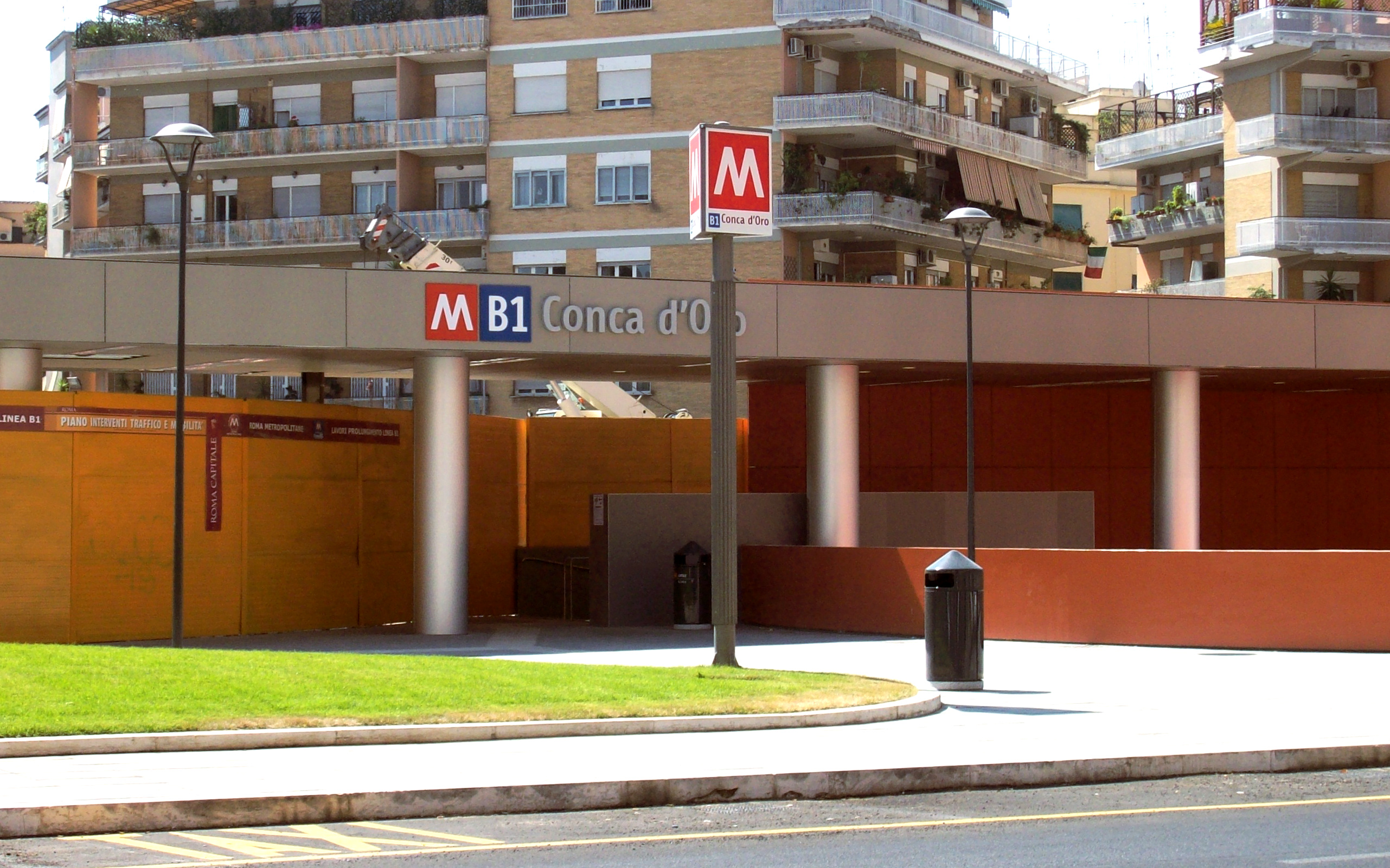
Stazione Conca d'Oro.

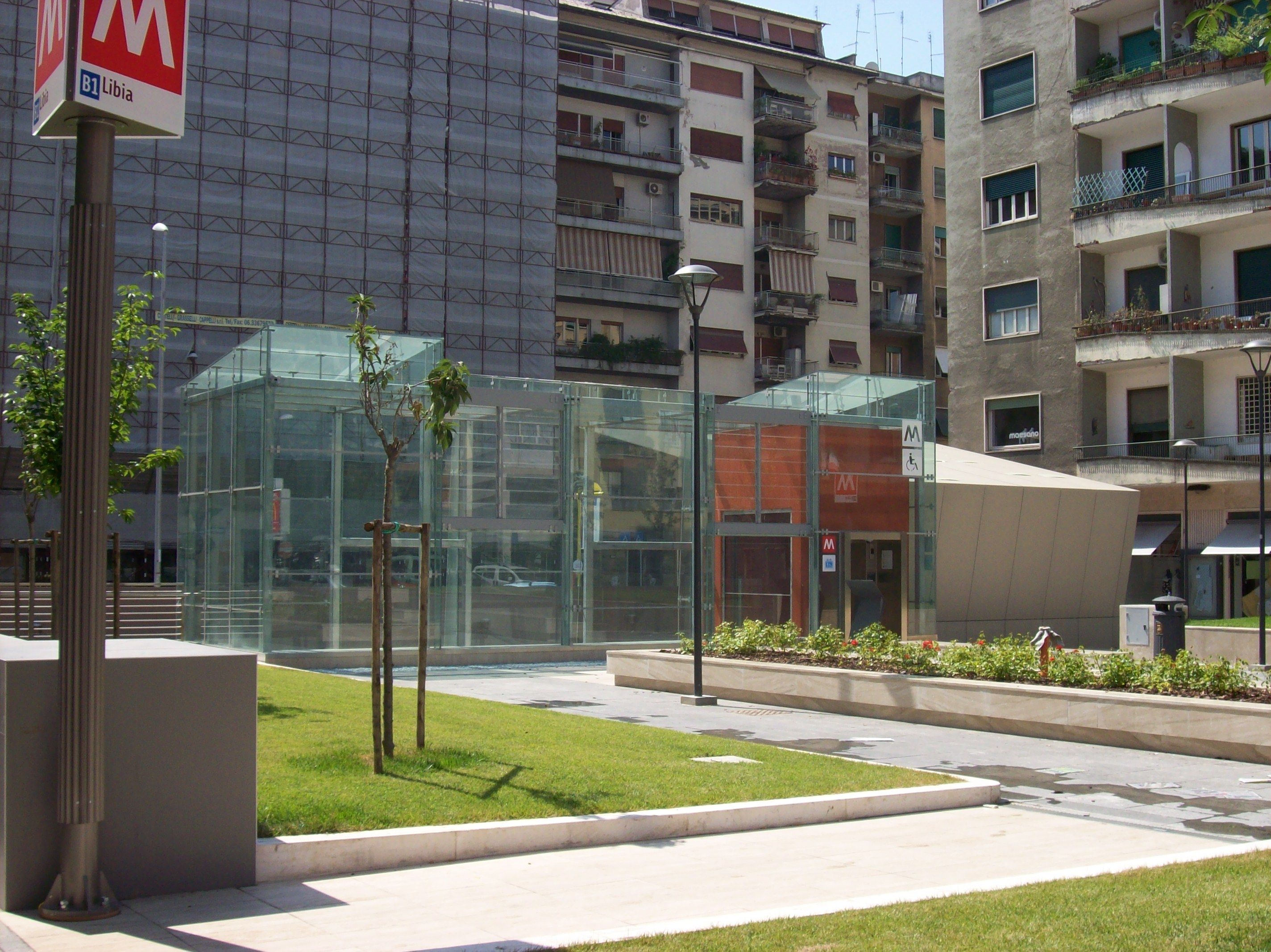
Retro della stazione Libia.

Già dal 1984, quando fu presentata la progettazione esecutiva del nuovo tratto Termini-Rebibbia, era previsto che la stazione Bologna dovesse diventare di diramazione, con un ipotetico nuovo ramo che avrebbe dovuto puntare su viale Libia, Montesacro e il GRA nel settore compreso tra la via Salaria e la via Nomentana. La stazione Bologna fu concepita su due piani sovrapposti, in modo che i treni potessero proseguire o giungere da due itinerari differenti senza avere problemi d'incrocio.
Il prolungamento in direzione nord ha avuto origine da Bologna, affinché servisse i territori dei municipi II, III. Inizialmente su questa estensione si prevedeva di collocare le seguenti stazioni: Nomentana, Sant'Agnese/Annibaliano, Libia e Conca d'Oro. L'opera divenne di forte interesse sia per il ricorso a nuove tecniche costruttive, le TBM, sia per la realizzazione di un sorprendente attraversamento del fiume Aniene sotto il fondale (scelta ingegneristicamente affascinante, ma anche fonte di accese polemiche per l'elevato costo realizzativo). I lavori iniziarono nell'autunno del 2005, ma problemi legati alla stabilità degli edifici in prossimità della stazione Nomentana portarono all'eliminazione della stessa. Al suo posto si decise per un prolungamento di 700 metri con la costruzione di un'altra stazione oltre Conca d'Oro, nei pressi di piazzale Jonio, da cui prese il nome. Sant'Agnese/Annibaliano, Libia e Conca d'Oro sono state progettate dallo studio ABDR Maria Laura Arlotti, Michele Beccu, Paolo Desideri e Filippo Raimondo, mentre Jonio – pensata come nodo di scambio con la progettata linea D – è stata affidata all'architetto Franco Purini.
Alla fine di febbraio 2008 la Commissione europea ha aperto una procedura d'infrazione sui criteri di assegnazione delle gare di appalto, che ha di fatto rallentato la realizzazione di quest'ultimo prolungamento e della stazione Jonio. Il tratto Bologna-Conca d'Oro è entrato in funzione il 13 giugno 2012 mentre il restante tragitto fino a Jonio (realizzato in un'unica galleria di diametro pari a circa 10 metri con doppio binario) è stato aperto al pubblico il 21 aprile 2015.

### Progetti futuri
Fonti: PUMS di Roma Capitale (2019) e PUMS della Città metropolitana di Roma Capitale (2022).
| Tratta                                           | Inizio lavori | Inaugurazione (prevista) | Lunghezza | Stazioni | Stato del progetto                     |
| ------------------------------------------------ | ------------- | ------------------------ | --------- | -------- | -------------------------------------- |
| Rebibbia ↔ Setteville-C.A.R.(Comune di Guidonia) | —             | —                        | 9,0 km    | 6        | Previsto nel PUMS 2019 e nel PUMS 2022 |
| Jonio ↔ GRA/Svincolo A1                          | —             | —                        | 5,1 km    | 5        | Previsto nel PUMS 2019 e nel PUMS 2022 |

#### Diramazione B

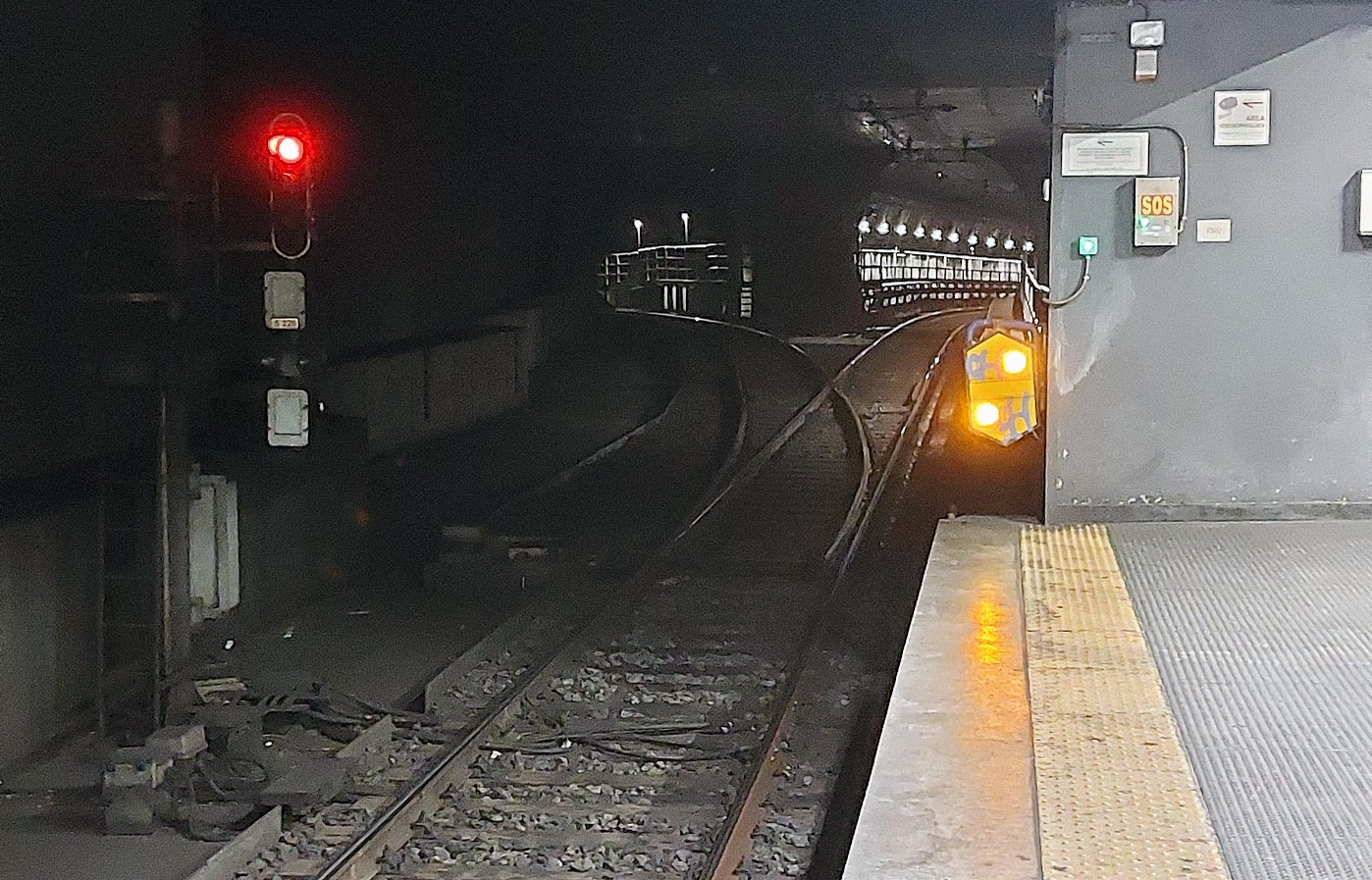
Lo scambio ferroviario della diramazione della Metro B e B1 nella stazione Bologna: diritto si trova la tratta da e per Rebibbia, sulla sinistra quella da e per Jonio.

Per il prolungamento della diramazione principale fu approvato un bando di gara, conteso tra Lega delle cooperative (che metteva insieme una cordata di imprese dell'Acer) e un'associazione tra Salini, Caltagirone e Ansaldo, vinto da quest'ultima cordata. Il prolungamento, giornalisticamente definito anche "B2", prevedeva 2,8 km di tracciato e due nuove stazioni. Il 29 settembre 2010, l'Amministratore delegato di Roma Metropolitane Federico Bortoli faceva sapere che, previa variante al PRG, i cantieri per il prolungamento della linea B oltre Rebibbia sarebbero stati avviati durante il primo trimestre del 2011, ma non furono mai aperti. Il 29 novembre 2011 il TAR del Lazio dichiarò inammissibile il ricorso presentato dall'Acer di Eugenio Battelli e dalla Cmb di Carpi contro l'aggiudicazione della gara assegnata al gruppo Vianini Lavori. Secondo le dichiarazioni rilasciate dal sindaco di Roma Gianni Alemanno i lavori (dal costo stimato di 556 milioni di euro) sarebbero dovuti partire entro la fine del 2013 e concludersi entro la fine del 2017, anche se ad oggi (2025) non hanno ancora avuto luogo. A Marzo 2025, tramite un assestamento di bilancio, il Comune alloca 44 milioni per la progettazione del prolungamento Rebibbia-Setteville, estendendo di fatto il progetto originario. Le fermate previste sono San Basilio, Casal Monastero, Tecnopolo, Settecamini, Setteville (nel territorio comunale di Guidonia). Di questi, 33 servono all'acquisto del progetto già esistente fino a Casal Monastero. L'amministrazione ha intenzione di terminare la progettazione per la fine del 2026 e richiedere i finanziamenti nel 2027.
Era previsto anche un prolungamento oltre la stazione Laurentina per un tracciato di 6 km con quattro nuove stazioni, poi sostituito dai corridoi della mobilità EUR-Tor de' Cenci e Laurentina-Tor Pagnotta-Trigoria, ma è ancora aperto il dibattito sull'eventuale prolungamento fino a Trigoria.

#### Diramazione B1
Per la diramazione B1, il 24 settembre 2010 fu approvato dalla Conferenza dei Servizi il progetto per il prolungamento fino alla zona di Bufalotta per un tracciato di 3,850 km con tre nuove stazioni (Vigne Nuove, Mosca, Bufalotta), che tuttavia fu accantonato poco dopo l'approvazione.
Nel PUMS del 2019 fu approvato un nuovo progetto, per 5,1 km con 5 nuove stazioni.

## Caratteristiche
|  |  | Unknown route-map component "utKACCa" |

|  |  | Unknown route-map component "utSTRe@f" |

|  |  | Unknown route-map component "dWASSERq" | Unknown route-map component "uhKRZWa" | Unknown route-map component "dWASSERq" |

|  |  | Unknown route-map component "uhHSTACC" |

|  |  | Unknown route-map component "uhSTRe" + Unknown route-map component "PORTALf" |

|  |  | Unknown route-map component "utHSTACC" |

|  |  | Unknown route-map component "utHSTACC" |

|  |  | Unknown route-map component "utHSTACC" |

|  |  | Unknown route-map component "utACC" |

|  |  | Unknown route-map component "utHSTACC" |

|  |  | Urban tunnel straight track |

| Unknown route-map component "utKACCa" |  | Urban tunnel straight track |

| Unknown route-map component "utHSTACC" |  | Urban tunnel straight track |

| Urban tunnel straight track + Transverse water |  | Urban tunnel straight track |

| Unknown route-map component "utHSTACC" |  | Urban tunnel straight track |

| Unknown route-map component "utHSTACC" |  | Urban tunnel straight track |

| Unknown route-map component "utKRWl" | Unknown route-map component "utKRW+lr" | Unknown route-map component "utKRWr" |

| Unknown route-map component "utHSTACC" |

| Unknown route-map component "utHSTACC" |

| Unknown route-map component "utACC" |

| Unknown route-map component "utCONTgq" | Unknown route-map component "utTINTACCto" | Unknown route-map component "utCONTfq" |

| Unknown route-map component "utHSTACC" |

| Unknown route-map component "uextCONTgq" | Unknown route-map component "utTINTACCto" | Unknown route-map component "uextCONTfq" |

| Unknown route-map component "utHSTACC" |

| Unknown route-map component "utSTRe@f" |

| Unknown route-map component "KSBHFa" + Unknown route-map component "HUBaq" | Unknown route-map component "uHSTACC" + Unknown route-map component "HUBeq" |  |

| Unknown route-map component "dCONTgq" | Unknown route-map component "KRZu+r" | Waterway under railway bridge | Station on transverse track | Unknown route-map component "dCONTfq" |

| Straight track | Unknown route-map component "uHSTACC" |  |

| Straight track | Unknown route-map component "ueHST" |  |

| Unknown route-map component "TUNNEL1l" | Unknown route-map component "uTUNNEL1r" |  |

| Unknown route-map component "SHST" + Unknown route-map component "HUBaq" | Unknown route-map component "uHSTACC" + Unknown route-map component "HUBeq" |  |

| Straight track | Unknown route-map component "uHSTACC" |  |

| Unknown route-map component "SKRZ-G4hl" | Unknown route-map component "uSKRZ-G4hr" |  |

| Unknown route-map component "SKRZ-Au" | Unknown route-map component "uSKRZ-Au" |  |

| Unknown route-map component "S+BHF" + Unknown route-map component "HUBaq" | Unknown route-map component "uACC" + Unknown route-map component "HUBeq" |  |

| Unknown route-map component "eSTR+c2" | Unknown route-map component "uABZg2x3" | Unknown route-map component "uSTRc3" |

| Unknown route-map component "eABZg+1" | Unknown route-map component "uSTR+c1" + Unknown route-map component "uexSTRc4" | Unknown route-map component "uSTR+4" |

| Unknown route-map component "dCONTgq" | Unknown route-map component "ABZgr" | Urban straight track | Unknown route-map component "ukSTR3" | Unknown route-map component "d" |

| Unknown route-map component "dKDSTaq" | Unknown route-map component "ABZmqr" | Unknown route-map component "ukKRZr+1o" | Unknown route-map component "ukSTRc4" | Unknown route-map component "d" |

| Unknown route-map component "utSTRa" |

| Unknown route-map component "utHSTACC" |

| Unknown route-map component "utHSTACC" |

| Unknown route-map component "utACCe@f" |

| Unknown route-map component "uENDEe" |

La linea è lunga 22,9 km, dotata di 26 stazioni ed elettrificata in corrente continua alla tensione di 1500 V mediante linea aerea di contatto. Tra le fermate di Piramide ed EUR Magliana ed in corrispondenza della fermata di Ponte Mammolo i binari viaggiano in superficie, con tratti a raso, in trincea e sopraelevati, mentre il resto della linea è sotterraneo. La circolazione dei treni avviene sul binario di sinistra, come in tutta la rete metropolitana della capitale italiana.

### Depositi e officine
Il deposito della linea B, chiamato Officine Magliana, situato nell'omonima zona, nacque negli anni quaranta come deposito per il ricovero e la manutenzione dei rotabili della Roma-Lido e successivamente, con la costruzione della linea B, divenne il deposito comune ad entrambe le linee. L'impianto è costituito da due blocchi: l'impianto "storico", realizzato negli anni del secondo dopoguerra e che si estende su 100000 m² e l'impianto più recente, inaugurato negli anni ottanta, esteso su 200 000 m². Questo deposito è stato molto criticato soprattutto riguardo alla sicurezza del sito, definita da molti come carente, in relazione anche agli atti vandalici riscontrati per mano di writers e ladri di rame. Con l'ampliamento della linea da Bologna a Conca d'Oro e con il prolungamento della linea fino a Bufalotta, si pensava alla costruzione di un deposito situato tra via Antamoro, via Zavattini e via della Bufalotta, ma il progetto è stato fortemente criticato soprattutto dagli abitanti della zona. Si decise quindi di costruire un nuovo deposito in concomitanza della costruzione del prolungamento della linea B verso Casal Monastero, attestando il deposito nelle prossimità di quello che dovrebbe essere il nuovo capolinea.

## Materiale rotabile

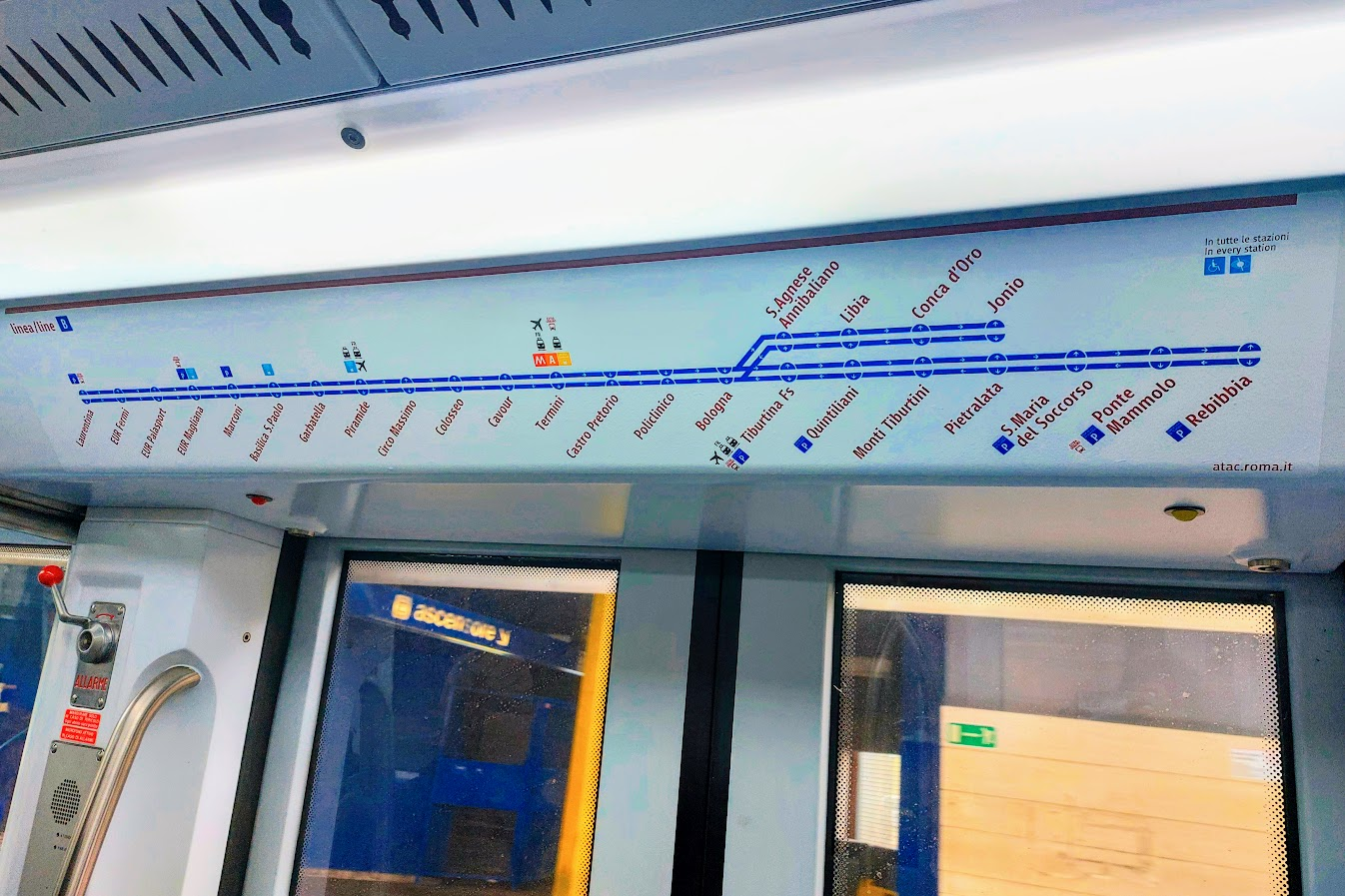
Tabella delle fermate della Linea B

All'apertura della linea furono originariamente introdotti in servizio i treni MR100 e successivamente MR200, utilizzati promiscuamente anche sulla linea per Ostia. Dal 1976 vi si aggiunsero invece le MR 300.
Nel 1990 venne aperto il prolungamento per Rebibbia, realizzato con la sagoma limite della linea A, più stretta di quella originaria della B; ciò ha comportato l'impossibilità di transito dei vecchi treni, sostituiti dai 31 convogli degli MB100/300, alcuni dei quali ancora in uso, mentre il precedente parco rotabile è stato spostato interamente sulla Roma-Lido.
Successivamente, sono entrati in esercizio i convogli MA200 provenienti dalla linea A. Dopo aver risolto una serie di inconvenienti di natura tecnica, che ne ha comportato l'inutilizzo, sono stati anch'essi trasferiti sulla Lido.
Contemporaneamente alla costruzione delle nuove linee e al potenziamento delle preesistenti, a partire dal 2010 si è deciso di immettere sulla linea B otto nuovi treni MA300, i cosiddetti CAF già presenti sulla linea A, e di provvedere alla ristrutturazione di una parte dei vecchi convogli con l'installazione di pellicole anti-graffiti e la pianificazione di interventi di pulizia straordinaria. Al 15 gennaio 2013 risultavano ristrutturati dieci convogli MB100. I convogli MA300 sono invece entrati tutti in servizio, sebbene tre di loro siano stati poi ceduti alla vicina Roma-Lido. Sono in seguito stati acquisiti due CAF di questa serie dalla linea A, per compensare la perdita di treni accantonati o in revisione, precisamente le unità MA325/326 e MA327/328, entrate in servizio viaggiatori rispettivamente il 23 dicembre 2023 e il 5 febbraio 2024.
Nel mese di gennaio 2013, in un incontro tra l'AD di Atac, Roberto Diacetti, e il Comitato capitolino Metropolitane X Roma, vengono ufficializzati i progetti dell'Amministratore dell'azienda per quanto riguarda il materiale rotabile della linea: con i nuovi 18 treni acquistati dal Comune, i quali sono stati immessi nella rete al ritmo di uno al mese, dal 2015 la linea può contare su 26 nuovi mezzi, totale degli otto già presenti e dei diciotto nuovi, oltre ai vecchi MB100, da usare per il servizio regolare o in caso di emergenze o guasti. I treni CAF di seconda fornitura sono immatricolati MB400 e si distinguono dai modelli della precedente serie per alcuni particolari innovativi, quali l'illuminazione interna a LED e il display di destinazione sulla testata anteriore più grande e maggiormente leggibile. Essi sono tutti in servizio eccetto uno, accantonato dopo un tamponamento avvenuto alla fermata di Eur Palasport con un MB100.
Nell'aprile del 2025, viene consegnato il primo rotabile della nuova fornitura di treni Hitachi, un modello simile ai convogli già realizzati per la metropolitana di Milano. Attualmente, il convoglio, del quale non si conosce ancora la sigla identificativa, sta svolgendo in linea i test preliminari all'immissione in servizio, prevista per la tarda estate, e sarà seguito da altri treni in consegna, i quali permetteranno il pensionamento definitivo degli MB100, della cui serie, al 2025, molte unità risultano essere state accantonate e solo cinque sono ancora deputate al servizio regolare, sebbene sempre più rare. Nel mese di agosto, è stato consegnato il secondo treno della serie Hitachi.   
| Modello | Anni di esercizio                                         | Quantità    |
| ------- | --------------------------------------------------------- | ----------- |
| MB100   | Dal 1987                                                  | 5 convogli  |
| MA300   | Dal 2010                                                  | 7 convogli  |
| MB400   | Dal 2014                                                  | 17 convogli |
| Hitachi | Dal 2025 (fornitura in corso, sigla non ancora resa nota) |             |

| Modello | Anni di esercizio | Quantità    | Esito |
| ------- | ----------------- | ----------- | --- |
| MR100   | Dal 1955 al 1987  | 18 unità    | Trasferite sulla Roma-Lido                                                                                           |
| MR200   | Dal 1956 al 1987  | 22 unità    | Trasferite sulla Roma-Lido                                                                                           |
| MR300   | Dal 1976 al 1987  | 16 unità    | Trasferite sulla Roma-Lido                                                                                           |
| MA100   | Dal 1976 al 1979  | 38 convogli | Esercizio provvisorio in attesa dell'apertura della linea A                                                          |
| MA200   | Dal 2006 al 2012  | 10 convogli | Trasferiti dalla linea A, sulla quale furono parzialmente ritrasferiti, e poi spostati completamente sulla Roma-Lido |

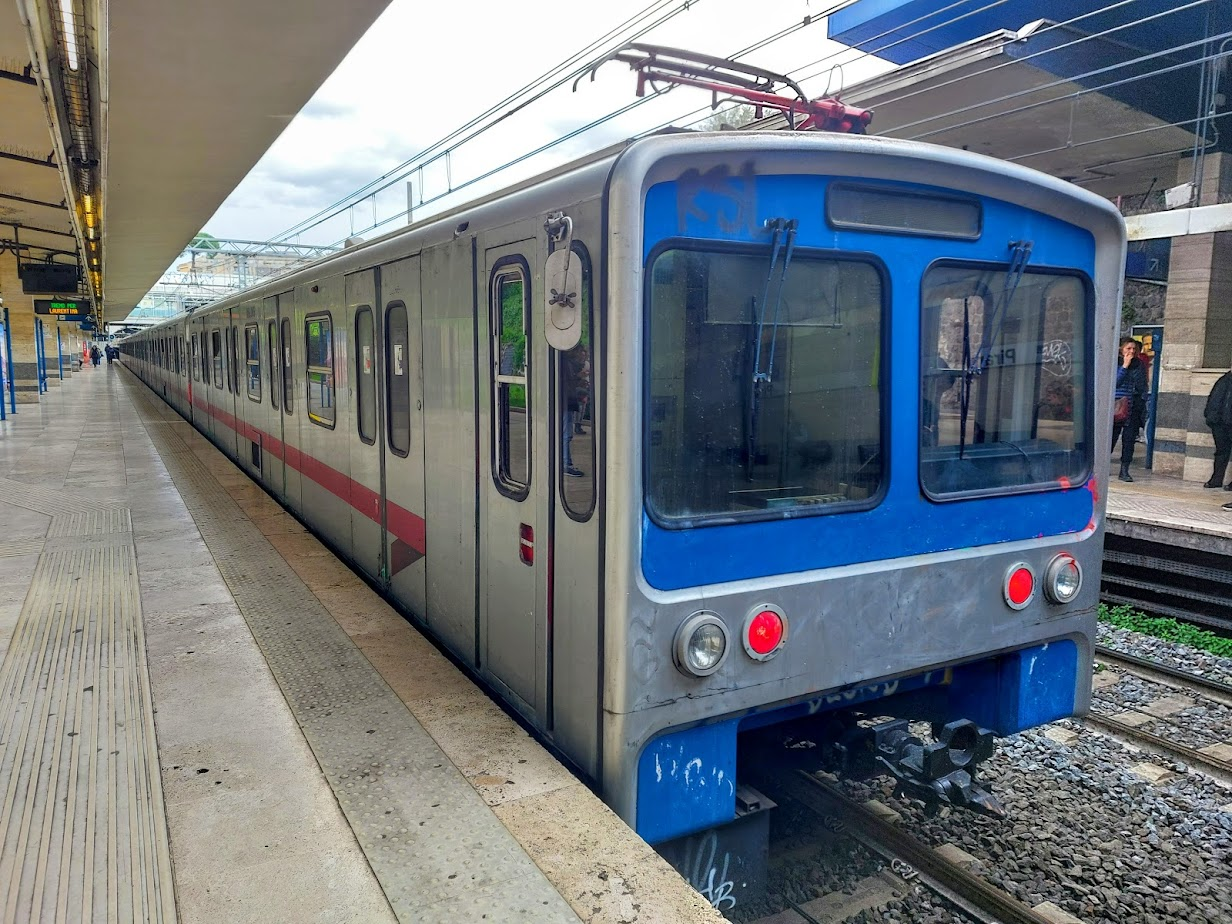
Elettromotrice MB100
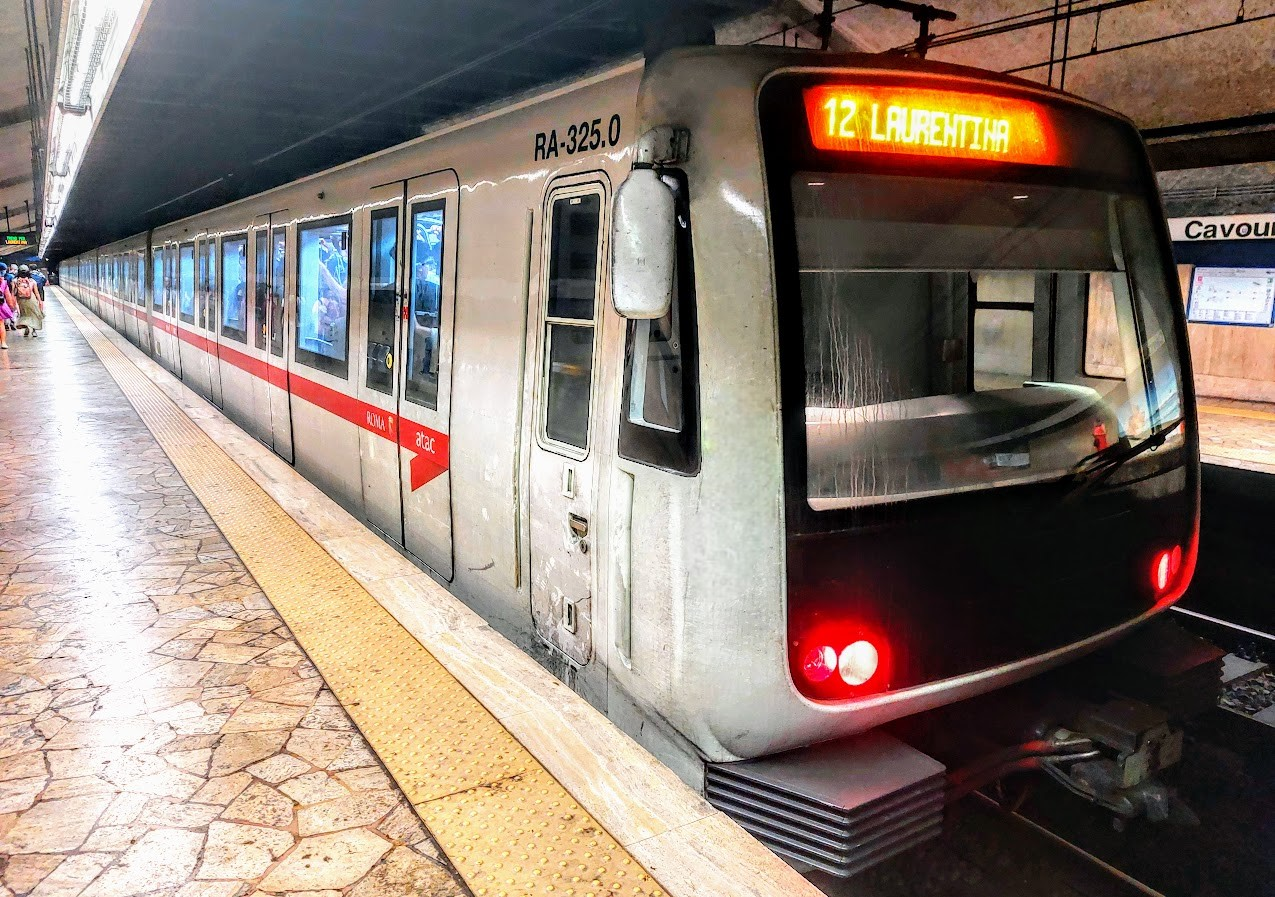
CAF MA300 I Serie (Anno 2004)
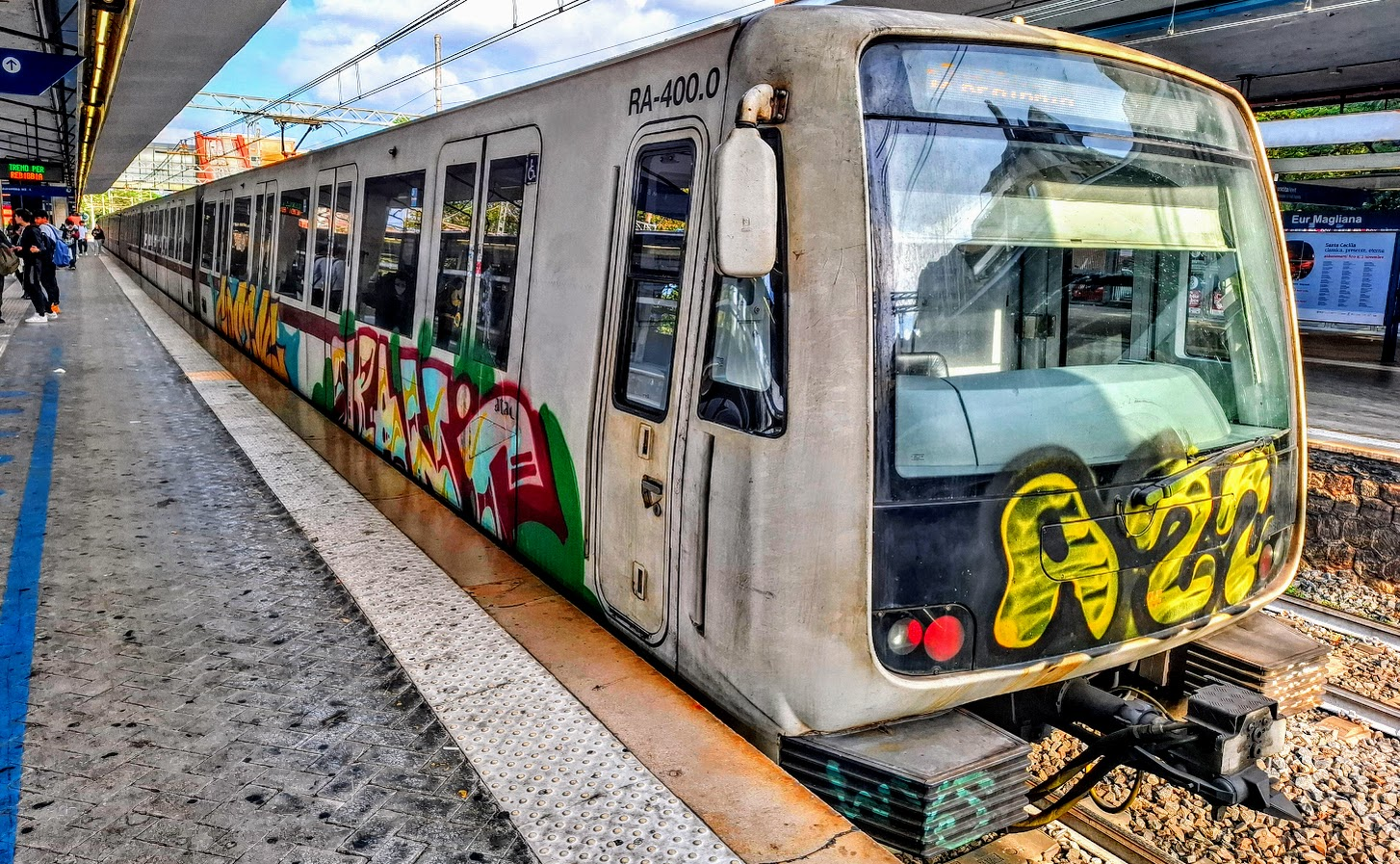
CAF MA300 I Serie (Anno 2009)
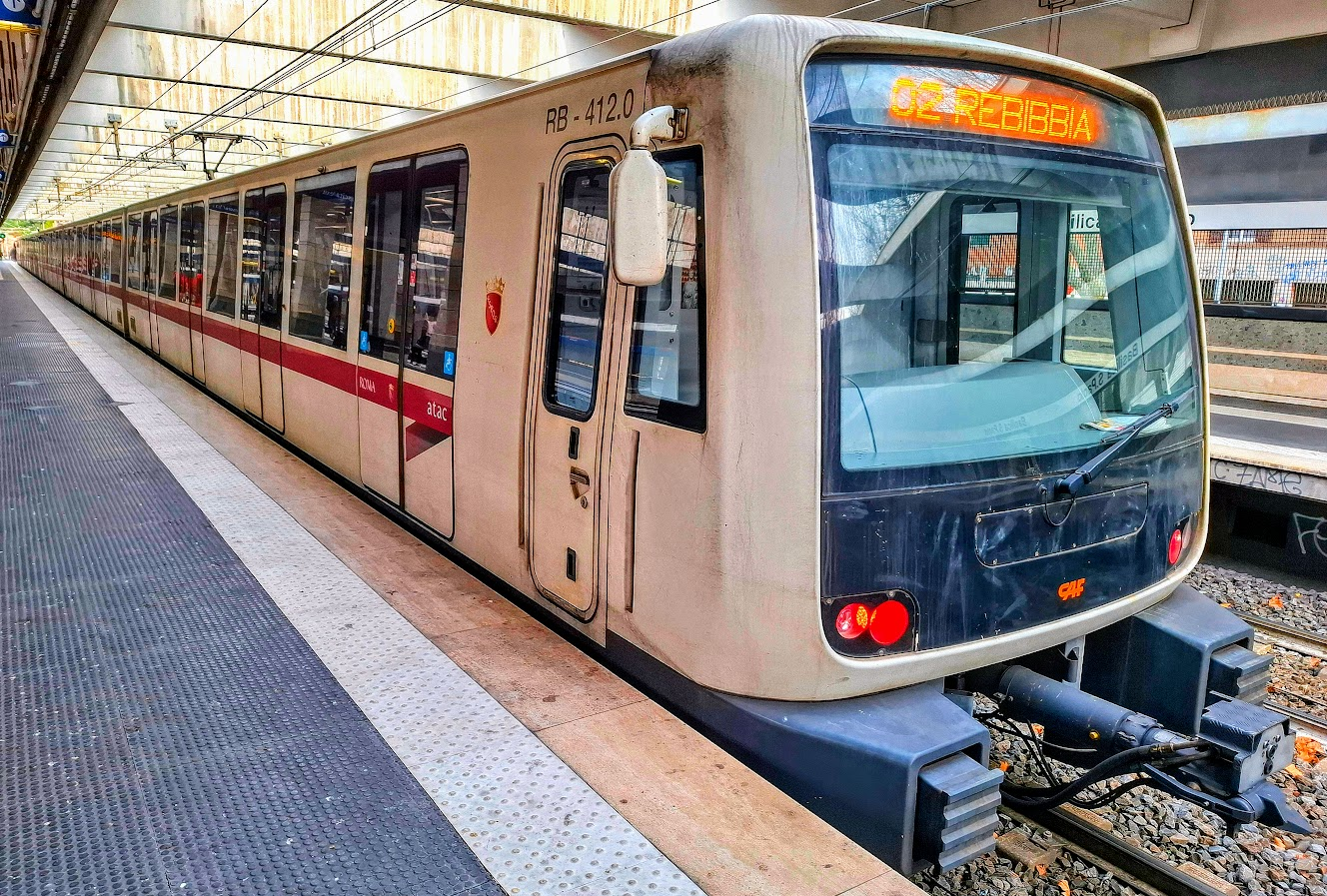
CAF MB400 II Serie

## Servizi

### Biglietterie
Le stazioni dotate di sportelli di biglietteria sono:
- Laurentina
- EUR Fermi
- Piramide
- Termini
- Ponte Mammolo
- Conca d'Oro

In ogni stazione sono presenti biglietterie automatiche (denominate MEB) presso cui poter acquistare i BIT (biglietti a tempo), i BIG (biglietti giornalieri), la CIS (carta settimanale) e il BTI (carta valida per 3 giorni).

### Orari
Il servizio inizia alle 5:30 e dalla domenica al giovedì viene svolto fino alle 23:30, mentre il venerdì e il sabato è prolungato fino all'1:30.

### Telefonia
Da gennaio 2014 sull'intero tratto Laurentina-Rebibbia è attiva la copertura GSM e UMTS/HSPA.

## Traffico
| Anno | Anno |  | Passeggeri  | Passeggeri    |
| ---- | ---- |  | ----------- | ------------- |
| 2023 | 2023 |  | 57 155 295  | [ 45 ]        |
| 2022 | 2022 |  | 50 089 785  | [ 46 ]        |
| 2021 | 2021 |  | 38 911 405  | [ 3 ]         |
| 2020 | 2020 |  | 35 110 529  | [ 3 ]         |
| 2019 | 2019 |  | 79 740 503  | [ 3 ]         |
| 2018 | 2018 |  | 80 542 789  | [ 3 ]         |
| 2017 | 2017 |  | 74 910 105  | [ 47 ]        |
| 2016 | 2016 |  | 74 003 134  | [ 48 ]        |
| 2015 | 2015 |  | 78 814 501  | [ 48 ]        |
| 2014 | 2014 |  | 83 453 153  | [ 49 ]        |
| 2012 | 2012 |  | 118 546 243 | [ 50 ] [ 51 ] |
| 2011 | 2011 |  | 133 634 329 | [ 51 ] [ 52 ] |
| 2010 | 2010 |  | 138 304 819 | [ 51 ] [ 53 ] |
| 2009 | 2009 |  | 146 623 528 | [ 51 ] [ 54 ] |
| 2008 | 2008 |  | 136 274 842 | [ 51 ] [ 55 ] |
| 2007 | 2007 |  | 134 196 776 | [ 51 ] [ 56 ] |
| 2006 | 2006 |  | 123 533 639 | [ 51 ] [ 57 ] |
| 2005 | 2005 |  | 121 588 177 | [ 51 ] [ 58 ] |